# Zosterisessor
Zosterisessor é um género de peixe da família Gobiidae.
Este género contém as seguintes espécies:
- Zosterisessor ophiocephalus